# Horrors of Hell
Horrors of Hell es un álbum compilatorio de la banda de death metal Vital Remains, que consiste en los demos de la banda. Fue lanzado en el 2006 por Century Media Records. Todas las pistas fueron regrabadas, y fue limitado a 5000 copias.

## Lista de canciones
1. "Of Pure Unholyness" – 6:16
2. "Frozen Terror" – 5:32
3. "Human Sacrifice" – 4:56
4. "Resurrected" – 6:33
5. "Fallen Angels" – 4:05
6. "Excruciating Pain" – 3:41
7. "Nocturnal Blasphemy" – 5:09
8. "Vital Remains" – 5:08
9. "Smoldering Burial" – 2:59
10. "Morbid Death" – 2:38
11. "Reduced To Ashes" – 2:50
12. "More Brains" – 2:58
13. "Slaughter Shack" – 4:37

Pistas 1-2 de "Black Mass" 7" (1991)
Pistas 3-7 de Excruciating Pain demo (1990)
Pistas 8-13 de Reduced to Ashes demo (1989)

## Créditos
- Tony Lazaro - Guitarra
- Jeff Gruslin - Voces
- Paul Flynn - Guitarra líder
- Tom Supkow - Bajo (8-13)
- Chris Dupont - Batería (8-13)
- Joe Lewis: Bajo, voces (1-7)

- Datos: Q612204